# Pan Twardowski (postać)

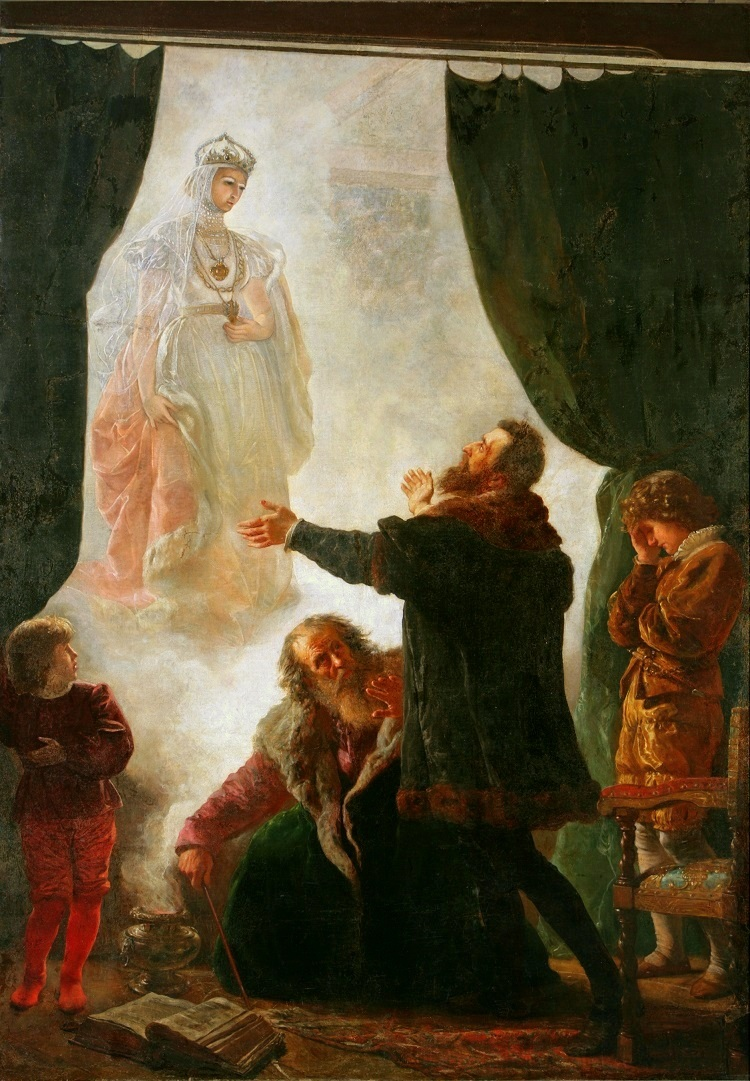
Pan Twardowski wzywa ducha Barbary Radziwiłłówny, obraz Wojciecha Gersona

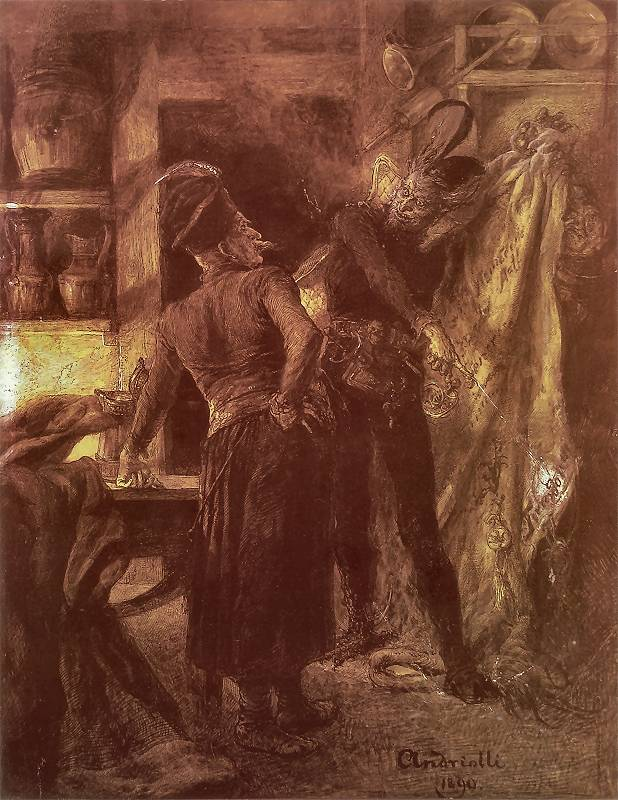
Pan Twardowski i diabeł. Rysunek Michała Elwiro Andriollego.

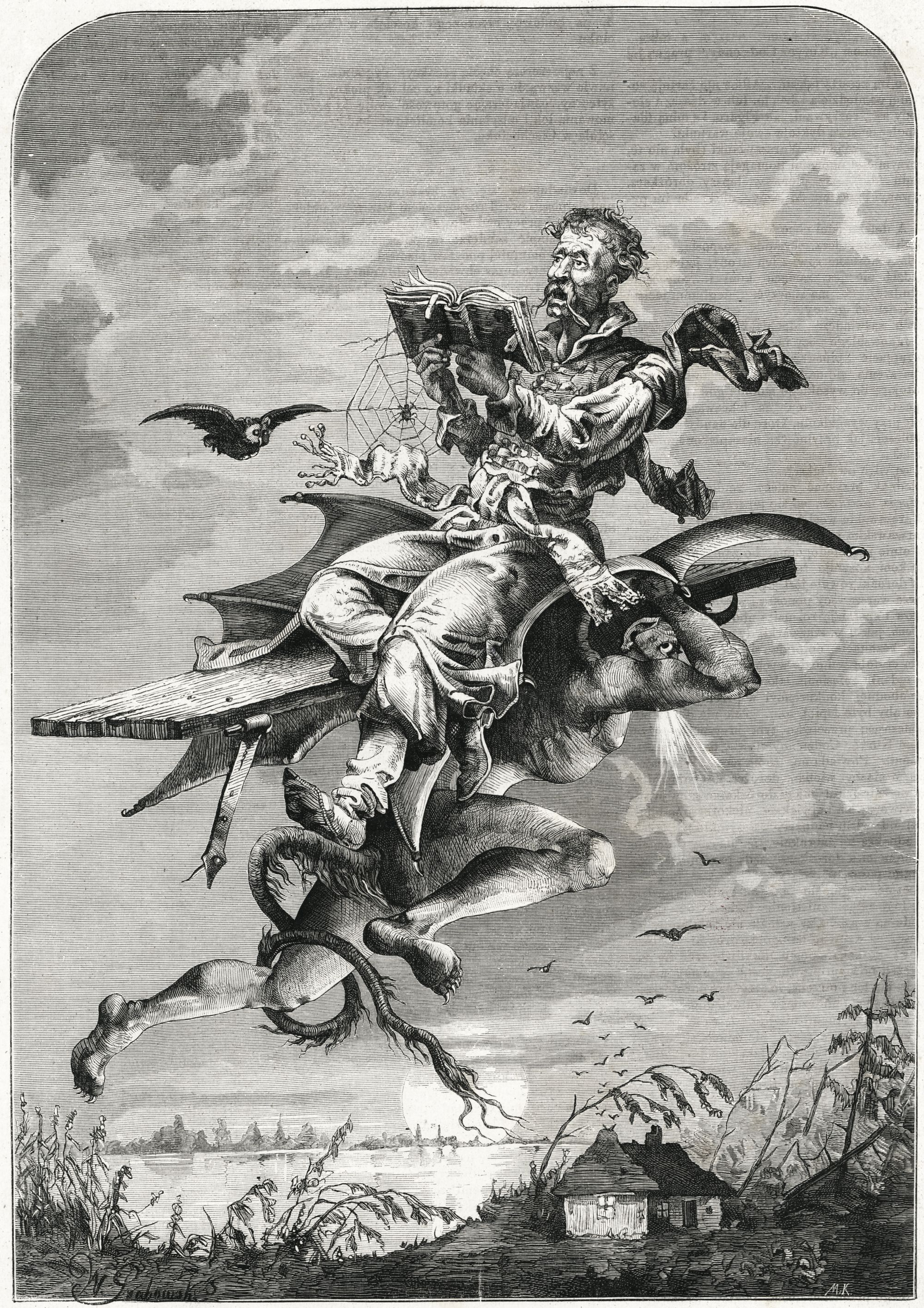
„Twardowski śpiewający Godzinki” – drzeworyt Michała Kluczewskiego na podstawie rysunku Wojciecha Grabowskiego, 1876

Pan Twardowski, Mistrz Twardowski, zwany polskim Faustem – postać szlachcica polskiego, który, wedle podania, zaprzedał duszę diabłu. Jest głównym bohaterem kilku baśni i legend, z których niemal każda przedstawia odmienną historię. Jedna z najbardziej znanych głosi, że obecnie przebywa on na Księżycu.

## Legenda o Twardowskim
Wedle legendy Twardowski był szlachcicem, zamieszkującym Kraków w XVI wieku. Zaprzedał duszę diabłu w zamian za wielką wiedzę i znajomość magii. Chciał jednakże przechytrzyć diabła, więc do podpisanego z nim cyrografu dodał paragraf mówiący o tym, że diabeł może zabrać jego duszę do piekła jedynie w Rzymie, do którego wcale nie planował się udawać.
Z pomocą czarta Twardowski zyskał bogactwo i sławę, w końcu stając się dworzaninem króla Zygmunta Augusta. Król ów po śmierci swej małżonki otoczył się astrologami, alchemikami i magami. Jak głoszą legendy, Twardowskiemu udało się wywołać ducha zmarłej Barbary dzięki zastosowaniu magicznego Lustra Twardowskiego.
Po wielu latach, w karczmie pod nazwą Rzym, bies dopadł w końcu Twardowskiego. W czasie uprowadzenia tenże miał modlić się do Marii (lub według innej wersji śpiewać kościelną pieśń), przez co diabeł zgubił go po drodze. Twardowski wylądował na Księżycu, gdzie przebywa po dziś dzień, obserwując poczynania ludzi na Ziemi. Inna z legend mówi, że diabeł uwolnił Twardowskiego, gdyż w cyrografie zawarte było, że może zabrać jego duszę, gdy ten w Rzymie wypowie jego imię. A jak głosi legenda – imienia tego nikt nie znał. Twardowski zwrócił na to diabłu uwagę, gdy ten zabierał go ze sobą. Puścił więc diabeł Twardowskiego, on zaś zamiast spaść na ziemię, wylądował na księżycu. Jest tam do dzisiaj.
Postać Twardowskiego wykazuje szereg paraleli z pochodzącą z niemieckojęzycznego kręgu kulturowego postacią Fausta, znaną m.in. z dzieł Goethego, Thomasa Manna czy średniowiecznych ksiąg jarmarcznych.

## Postać autentyczna

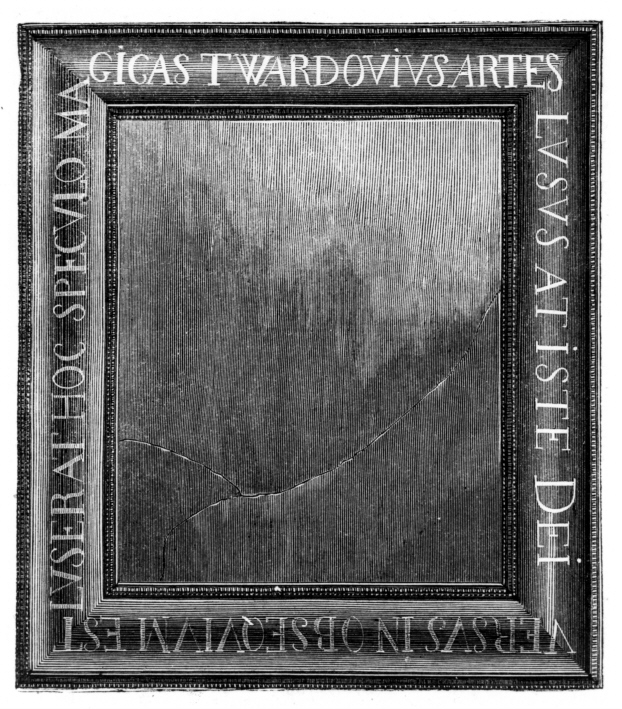
XVI-wieczne lustro Twardowskiego przechowywane w Węgrowie.

Postać Pana Twardowskiego wzorowana jest prawdopodobnie na jednym z czarnoksiężników króla Zygmunta Augusta, Janie Twardowskim. Tenże miał rzeczywiście istnieć i przypisywane by mu było wywołanie ducha zmarłej Barbary Radziwiłłówny. Z kolei niektórzy badacze za pierwszą historyczną wzmiankę o Twardowskim uznają dokument znaleziony w Archiwum Diecezjalnym w Płocku z 1495 roku wspominający o czarnoksiężniku nazwiskiem Twardosky .
Niemieccy badacze uważają, że Jan Twardowski był Niemcem i studiował w Wittenberdze. Wysuwają przypuszczenia, że naprawdę nazywał się Laurentius Dhur, z łaciny Durentius, co oznacza tyle co „twardy”, skąd miało się pojawić jego spolszczone nazwisko.
Jan Twardowski pozostawił po sobie dwie księgi, pracę o magii oraz encyklopedię nauk, z których żadna jednak nie przetrwała do dnia dzisiejszego. Przedmiotem utożsamianym z postacią Twardowskiego jest zwierciadło magiczne tzw. Lustro Twardowskiego przechowywane w zakrystii kościoła parafialnego w Węgrowie.

## Miejsca związane z Twardowskim

### Kraków

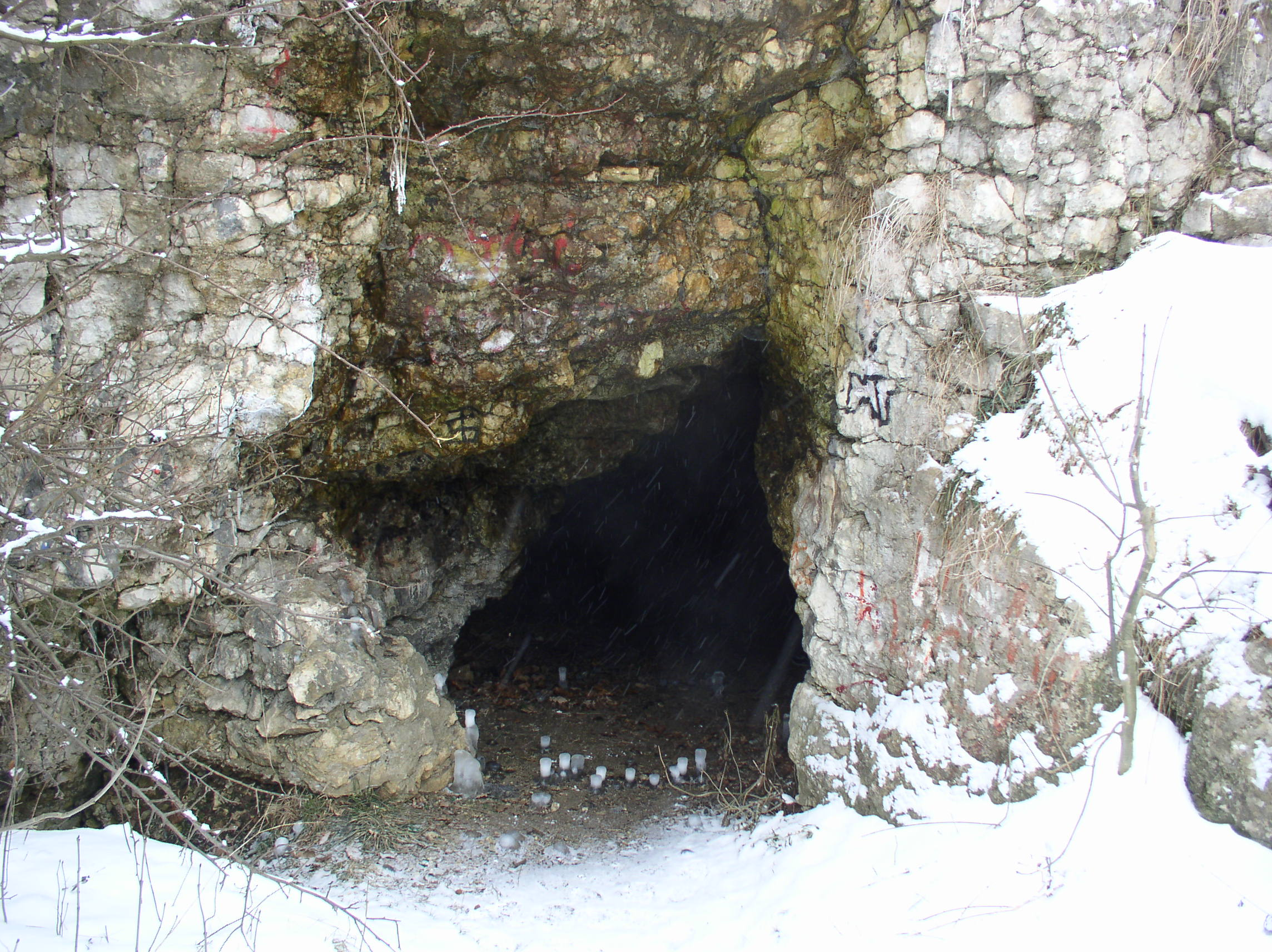
Jaskinia Twardowskiego w Krakowie.

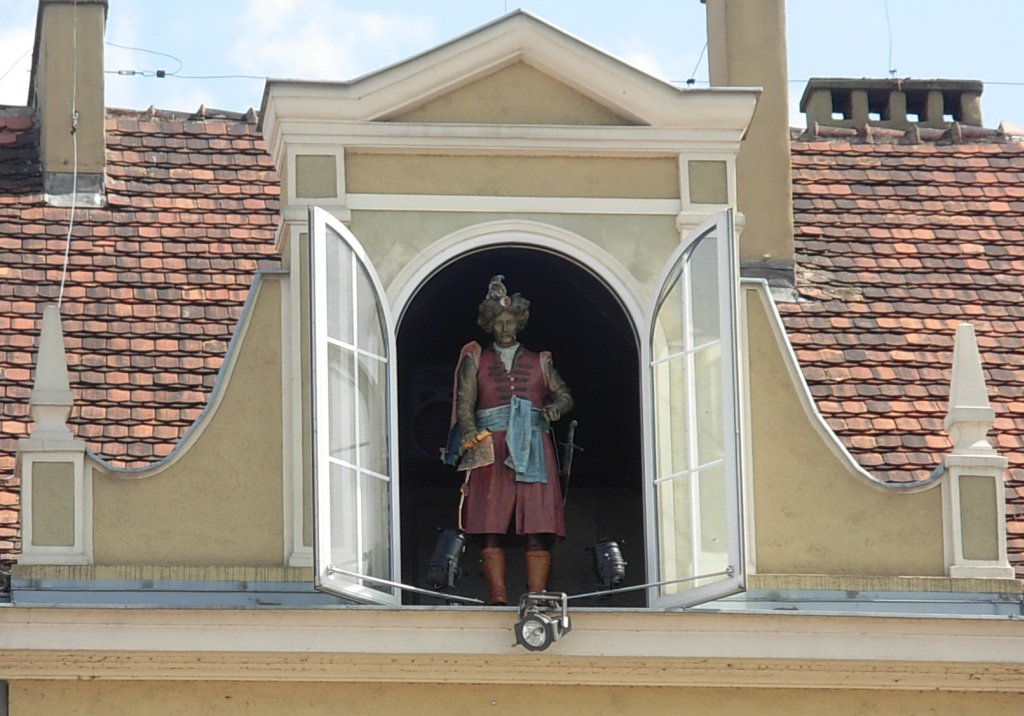
Ruchoma rzeźba Pana Twardowskiego w Bydgoszczy, ukazująca się dwa razy dziennie w oknie jednej z kamienic na Starym Rynku

Jako że Twardowski miał pochodzić z Krakowa lub jego okolic, w mieście tym można znaleźć szereg miejsc, o których uważa się, że tu znajdował się dom szlachcica (np. Kamienica Pod św. Janem Kapistranem).
W Krakowie niedaleko Wisły koło Pychowic znajdują się skałki zwane dziś Skałkami Twardowskiego, gdzie jakoby Twardowski miał mieć swoją pracownię w Jaskini Twardowskiego. W rzeczywistości pracownia Twardowskiego, zwana Katedrą Twardowskiego mieściła się w skałkach Krzemionek Podgórskich na Podgórzu. Istniejącemu tam dawniej kamieniołomowi nadano nazwę Szkoła Twardowskiego. Jaskinia, która zawierała ślady prac alchemicznych została odkryta i niestety zniszczona w czasie budowy Kościoła św. Józefa pod koniec XIX w.
Zobacz też: ulica Twardowskiego w Krakowie

### Bydgoszcz
Według legendy w 1560 roku zawitał do Bydgoszczy, gdzie odmłodził burmistrza...
W roku pańskim 1560, w piękny majowy dzień na Starym Rynku zgromadził się ogromny tłum, wszyscy byli podnieceni, ale nie bardzo wiedzieli co się ma wydarzyć. Nawet pan burmistrz, ze złotym łańcuchem na szyi, się zjawił – widać dostojnego gościa powitać przybył. Nagle powstała ogromna wrzawa – Jedzie! Jedzie! – krzyczano. Patrzą ludziska, a tu ulicą Mostową na pięknym kogucie, w złote pióra strojnym, jedzie Pan Twardowski. Wjechał na Rynek, koguta zatrzymał, aż złote iskry się posypały. Zsiadłszy z pięknego ptaka, pokłon oddał burmistrzowi, który z kolei czarnoksiężnika dukatami obdarzył i szczęśliwego pobytu w mieście życzył.
Tymczasem wierny sługa Twardowskiego – Maciek i bydgoski diabełek Węgliszek smutki ludzkie zbierali i obiecali mistrzowi je przedłożyć. Długi czas mistrz w Bydgoszczy ludzi leczył, zwierzęta uzdrawiał oraz wiele czarów wykonał, biorąc za to sowitą zapłatę.
Nawet pan burmistrz do Twardowskiego się zwrócił z prośbą o pomoc w nieszczęściu. Mistrz wysłuchawszy skarg siwego już pana, dowiedział się, że w jego mieszkaniu kusi, a w nocy to i trzaski bywają, okropny rumor się czyni i śpiew w komnatach słychać. Twardowski, aby się o tym przekonać, u burmistrza w domu zamieszkał przez trzy tygodnie, ale nic nie kusiło. Twardowski przyrzekł burmistrzowi, że po jego odjeździe z Bydgoszczy już kusić nie będzie. Po wielu zabiegach Twardowski odmłodził burmistrza, tak, że jego młoda żona dopiero po dłuższej rozmowie męża poznała. I odtąd w domu pana burmistrza panował spokój – kusidła i duchy się wyniosły.
Na pamiątkę wizyty Pana Twardowskiego w Bydgoszczy ufundowano jego figurę, która pojawia się w oknie jednej z kamienic na Starym Rynku codziennie, punktualnie o godzinie 13:13 oraz 21:13. Pan Twardowski ukazuje się przy akompaniamencie specjalnie na tę okazję skomponowanej muzyki, kłania się zebranym gapiom i macha do nich, po czym ze złowieszczo brzmiącym diabelskim śmiechem wraca do swego ukrycia za oknem.

### Karczma „Rzym”
Tam bies chciał przywłaszczyć duszę Pana Twardowskiego. Za miejsce to uważa się zabytkową karczmę Rzym w Suchej Beskidzkiej.
Inną lokalizację słynnej austerii utożsamia się z miejscowością Mystki-Rzym, która w okresie ostatnich Jagiellonów położona była na trakcie do Knyszyna. W całym kraju znajduje się szereg karczem i zajazdów również o nazwie Rzymska.

#### Nekla
W okolicach Nekli znajduje się tzw. grobla Twardowskiego, którą według legendy usypał diabeł na żądanie czarnoksiężnika, by umożliwić mu przejazd przez podmokły obszar. Grobla, w istocie będąca ozem polodowcowym, jest obecnie elementem Szlaku Osadnictwa Olęderskiego i biegnie nią granica między gminami Nekla i Kostrzyn. Cztery morenowe pagórki w gminie Kostrzyn nazywane są Diablimi Sakiewkami, a zgodnie z legendą powstały, gdy diabeł nie zdążył przed pierwszym pianiem kura zrzucić ich na groblę.

#### Sandomierz
Jeszcze inna legenda głosi, że Twardowski został porwany przez diabła w karczmie Rzym w Sandomierzu.

## Twardowski w kulturze

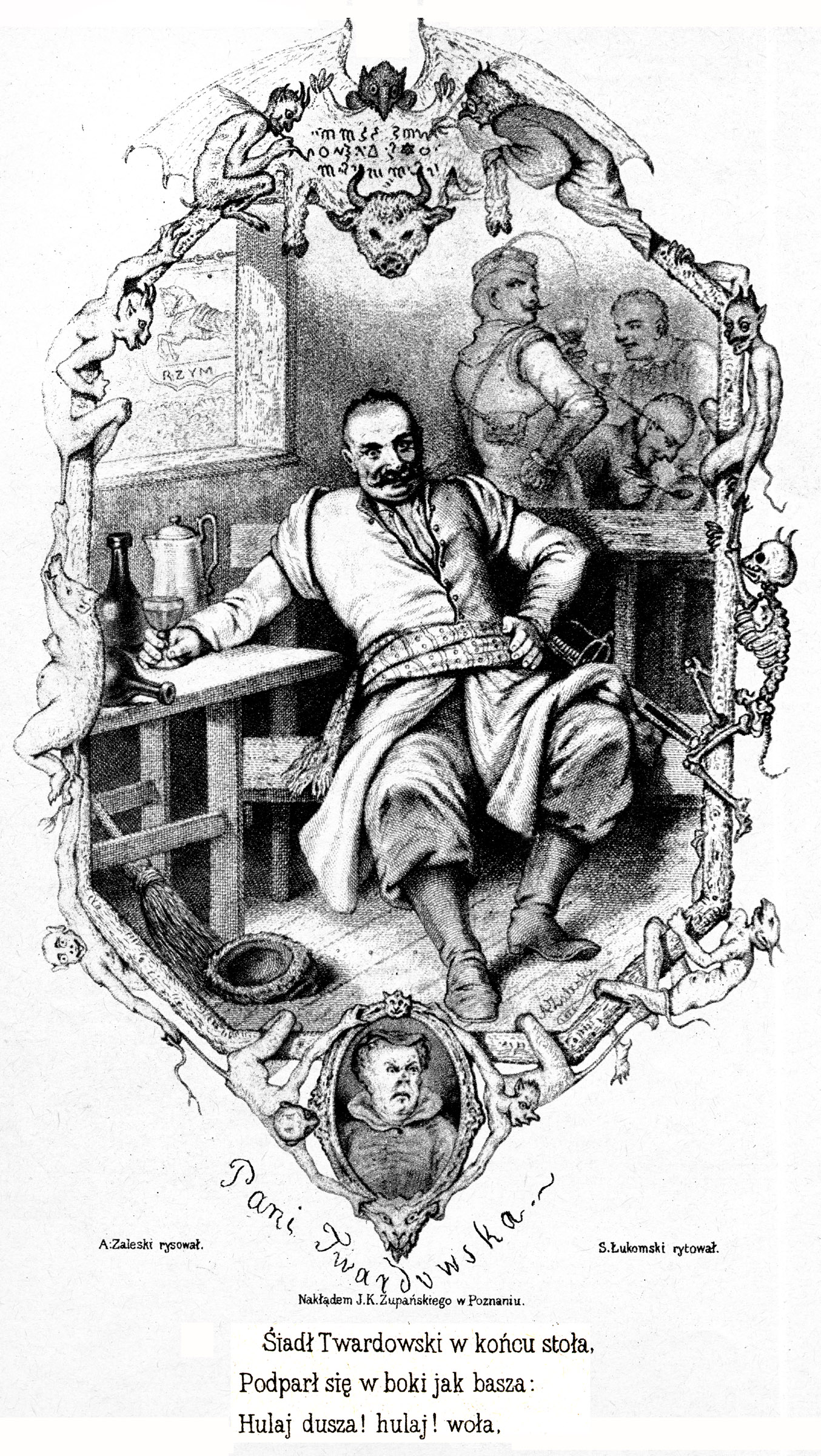
Drzeworyt do „Pani Twardowskiej”

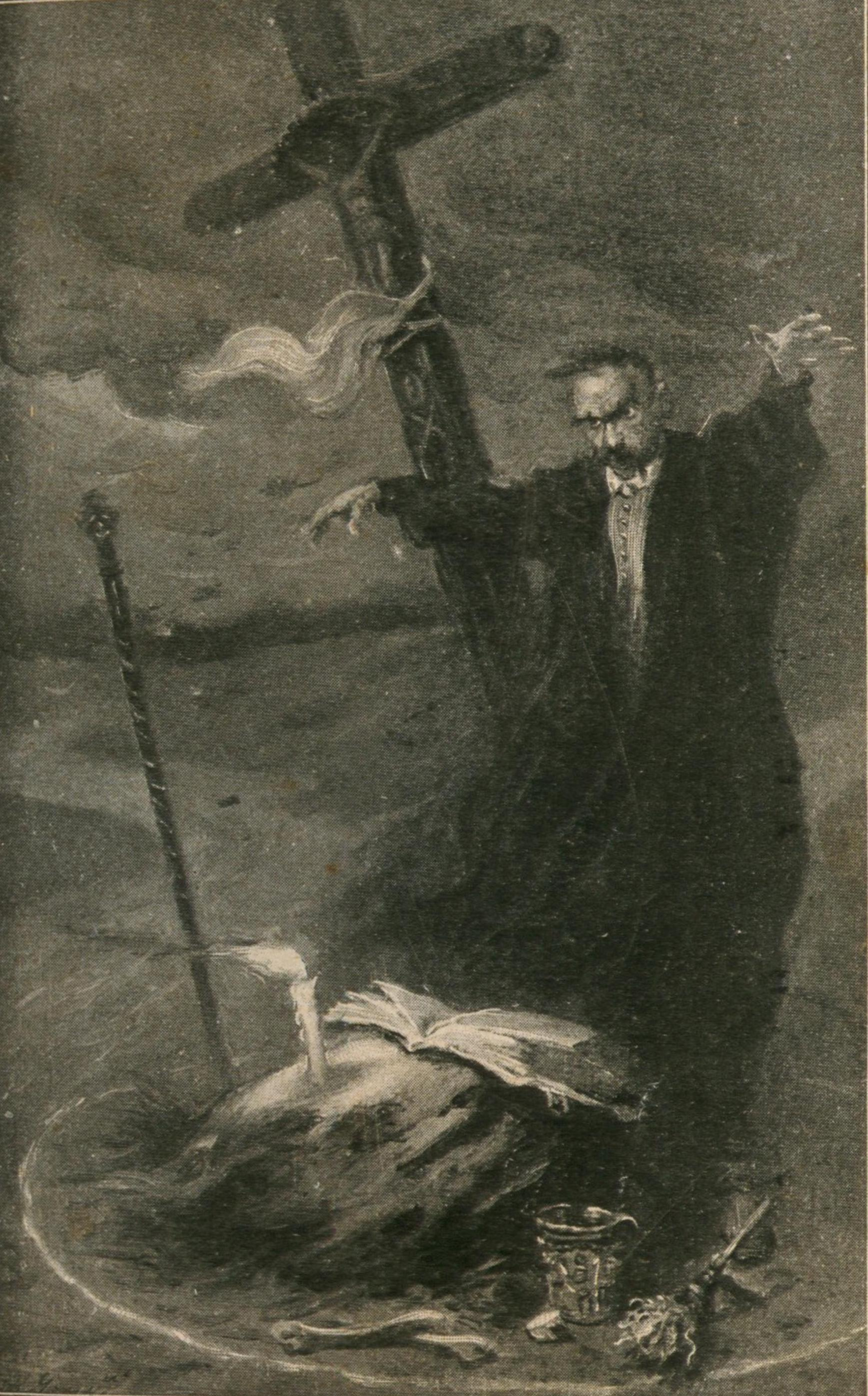
Ilustracja Konstantego Górskiego do XIX wiecznej wersji legendy o Twardowskim napisanej przez Józefa Kraszewskiego (wyd. z 1905 roku).

Podanie o panu Twardowskim zainspirowało wielu białoruskich, polskich, ukraińskich, rosyjskich i niemieckich twórców do tworzenia dzieł jemu poświęconych.
Prawdopodobnie najbardziej znaną pracą podejmującą temat są ballady Tomasza Zana Pan Twardowski (1818) i Adama Mickiewicza pod tytułem Pani Twardowska, pochodząca z pierwszej połowy 1820 roku, gdzie motyw z podania rozszerzony jest o postać żony Twardowskiego, z którą Mefistofeles winien spędzić rok, aby Twardowski zezwolił mu zabrać swoją duszę. Diabeł poddaje się – woli uciec. Do niemieckiego przekładu wiersza Mickiewicza dokonanego przez Carla von Blankensee napisał muzykę w roku 1835 kompozytor Carl Loewe tworząc pieśń pt. Pani Twardowska (Frau Twardowska) z cyklu Ballady polskie (Polnische Balladen). Do tej samej ballady muzykę napisał również Stanisław Moniuszko (w roku 1869), a w 1987 roku tekst ballady ukazał się w formie komiksowej.
Inne dzieła podejmujące temat Twardowskiego:
- Mistrz Twardowski, powieść Józefa Ignacego Kraszewskiego (1840)[6]
- Mistrz Twardowski, wiersz Leopolda Staffa (1902)[7][8],
- Pan Twardowski, ballada Lucjana Rydla (1906)
- O Twardowskim, synu ziemianki, obywatelu piekieł, dziś księżycowym lokatorze, utwór Juliana Wołoszynowskiego (1927)
- Pan Twardowski, czarnoksiężnik polski, powieść Wacława Sieroszewskiego (1930)[9]
- Tan Twardowski, wiersz Jana Lechonia (1950)[10]
- Pan Twardowski oder Der Polnische Faust [Pan Twardowski lub polski Faust], powieść Matthiasa Wernera Krusego (1981)
- Pajączek z Księżyca: niezwykłe dzieje Pana Twardowskiego i jego ucznia, powieść Łukasza Kamykowskiego (2003)[11]
- Krzyż i wąż, opowiadanie Izabeli Szolc zawarte w zbiorze Jehannette (2004)
- Kacper Ryx, powieść Mariusza Wollnego (2006)
- Królikarnia, opowiadanie Macieja Guzka (2007)
- Kuzynki, Księżniczka, Dziedziczki, cykl Kuzynki Andrzeja Pilipiuka, pierwsze wydanie (2003)
- Spalić wiedźmę, książka Magdaleny Kubasiewicz (2015)
- Porwanie mistrza Twardowskiego, opowiadanie Andrzeja Juliusza Sarwy zawarte w zbiorze Czarownica (2008)

### Balet i opera
- Pan Twardowski, opera Aleksieja Nikołajewicza Wierstowskiego (1820)
- Pan Twardowski, balet Adolfa Gustawa Sonnenfelda (1874)
- Pan Twardowski, opera Ivana Zajca (1880)
- Pan Twardowski, balet Ludomira Różyckiego (1921)[12]

### Teatr i performance
- Czasoprzestrzeń, sztuka teatralna Jarosława Pijarowskiego[13]
- Czasoprzestrzeń – Live Forever, koncert i performance Teatru Tworzenia (2014)[14][15],

### Film
- Pan Twardowski, film Wiktora Biegańskiego (1921)[16]
- Pan Twardowski, obecnie zaginiony film animowany Włodzimierza Kowańki (1934)[17]
- Pan Twardowski, film Henryka Szaro, scenariusz Wacław Gąsiorowski (1936)[18][19],
- Pani Twardowska, film animowany Lechosława Marszałka na podstawie wiersza Adama Mickiewicza (1955)[20]
- Twardowski – prawda i legenda, film dokumentalny Lucyny Smolińskiej i Mieczysława Sroki (1971)[21]
- Mistrz Twardowski, film animowany Andrzeja Piliczewskiego (1976)[22]
- Dzieje mistrza Twardowskiego, film Krzysztofa Gradowskiego (1995)[23]
- Bajka o Panu Twardowskim, film Krzysztofa Kokoryna (1996)[24]
- Twardowsky, film krótkometrażowy Tomasza Bagińskiego (2015) z cyklu Legendy polskie[25]
- Twardowsky 2.0, film krótkometrażowy Tomasza Bagińskiego (2016)

### Gry komputerowe
- Serca z kamienia, rozszerzenie gry RPG Wiedźmin 3: Dziki Gon; główny wątek fabularny w dużej mierze inspirowany legendą (2015)

### Rzeźba
- Mistrz Twardowski na księżycu (1929) - rzeźba Franciszka Kalfasa, zdobiła pawilon "Paszteciarnia" stojący u wejścia do Wesołego Miasteczka na terenie Powszechnej Wystawy Krajowej[26]
- Twardowski na kogucie (1942-1944) - porcelanowa figurka Franciszka Kalfasa, przechowywana obecnie w zbiorach Muzeum Historyczno-Archeologicznego w Ostrowcu Świętokrzyskim[27]

### Komiks
- Opowieść o czarowniku Twardowskim, komiks Wojciecha Laskowskiego (1990)[28]